# Louise Burkhart
Louise Burkhart   (1958) és una etnohistoriadora i antropòloga acadèmica nord-americana, erudita de la literatura mesoamericana colonial primerenca. En particular, la seva investigació publicada se centra en aspectes de les creences i pràctiques religioses dels parlants nàhuatl al centre de Mèxic. El seu treball examina la documentació històrica de l'època de la conquesta espanyola i l'època posterior del Mèxic colonial, i estudia les continuïtats i transformacions de les comunitats i la cultura nahua indígenes. Burkhart ha escrit molt sobre el drama colonial nàhuatl, el folklore, la poesia i els textos catequístics, traduint una sèrie d'aquests documents del nàhuatl original amb comentaris i interpretacions històriques i notes. També ha publicat investigacions sobre l'estètica i la iconografia de l'art precolombí i indocristià, la lingüística nàhuatl i l'ascens del culte a la Nostra Senyora de Guadalupe dins del catolicisme romà mexicà.
Des de 2009 Burkhart és professora al Departament d'Antropologia de la Universitat Estatal de Nova York a Albany (SUNY Albany), on ha ensenyat des de 1990.

## Estudis i carrera acadèmica
Burkhart va estudiar per obtenir una llicenciatura en antropologia al Franklin &amp; Marshall College, Lancaster, Pennsilvània, i es va graduar summa cum laude el 1980. Els seus estudis de postgrau es van realitzar a Yale, on el 1982 va completar un M.Phil. en antropologia. El seu treball del curs va incloure investigacions de camp realitzades a Mèxic sobre la llengua, la literatura i les comunitats nàhuatl.
Després d'obtenir el seu màster, Burkhart es va matricular al programa d'estudis de doctorat en antropologia de Yale, alhora que treballava com a instructora i assistent docent per a cursos de literatura nàhuatl i etnografia nativa americana. Burkhart va rebre el seu doctorat. el 1986, on la seva tesi va ser supervisada pel reconegut erudit maia Michael D. Coe. La seva tesi, "The Slippery Earth: Nahua-Christian Moral Dialogue in Sixteenth-Century Mexico", va ser revisada i publicada com a llibre el 1989 per la University of Arizona Press.
El 1987 Burkhart va rebre una beca de la Societat Filosòfica Americana Fellowship per dur a terme investigacions arxivístiques a Madrid. Altres beques i beques de recerca obtingudes a finals de la dècada de 1980 inclouen les de la Newberry Library de Chicago, una subvenció del National Endowment for the Humanities per a la John Carter Brown Library i una beca en estudis precolombins a la Dumbarton Oaks Research Library and Collection. Durant aquest temps, Burkhart també va ocupar llocs de professor adjunt i visitant a la Universitat de Connecticut (1986–87) i a la Universitat de Purdue (1989–90).
El 1990 Burkhart es va incorporar a la facultat de SUNY Albany com a professor ajudant. Juntament amb els seus projectes i publicacions de recerca acadèmica en curs, Burkhart ha impartit una varietat de cursos de grau i postgrau a Albany. Aquests inclouen cursos sobre mites i folklore nadius americans i mesoamericans, teoria etnològica, textos i literatura mesoamericans, antropologia i etnologia de la religió indígena i l'art precolombí, i ensenyament de la llengua nàhuatl. El 1997 Burkhart va assolir el rang acadèmic de professor associat i es va convertir en professor titular el 2003. El seu nomenament de professor es realitza conjuntament entre el Departament d'Antropologia i el Departament d'Estudis Llatinoamericans i del Carib.